# Nantouillet
Nantouillet is een gemeente in het Franse departement Seine-et-Marne (regio Île-de-France) en telt 278 inwoners (2005). De plaats maakt deel uit van het arrondissement Meaux.

## Geografie
De oppervlakte van Nantouillet bedraagt 5,2 km², de bevolkingsdichtheid is 53,5 inwoners per km².
De onderstaande kaart toont de ligging van Nantouillet met de belangrijkste infrastructuur en aangrenzende gemeenten.

## Demografie
Onderstaande figuur toont het verloop van het inwonertal (bron: INSEE-tellingen).